# Første slag om el-Alamein
Det Første slag om el-Alamein 1. – 27. juli 1942 var et slag i Ørkenkrigen under 2. verdenskrig, som blev udkæmpet mellem Aksemagternes styrker under ledelse af Erwin Rommel og Allierede styrker under ledelse af Claude Auchinleck. Slaget stoppede aksestyrkernes sidste og længste fremstød ind i Egypten. El-Alamein ligger lidt over 80 km fra Alexandria.

## Forspil

### Tilbagetrækning fra Gazala
Efter nederlaget i Slaget ved Gazala i juni 1942 var den britiske 8. arme trukket tilbage fra Gazala-linjen til Mersa Matruh ca. 160 km bag den egyptiske grænse. Den 25. juni havde general Claude Auchinleck, briternes øverstkommanderende i Mellemøsten, afskediget Neil Ritchie og selv overtaget kommandoen ver 8. Arme. Han besluttede ikke at lade det komme til kamp ved Mersa Matruh stillingen, da den havde en åben venstre flanke mod syd, af den slags som Rommel havde udnyttet ved Gazala. Han besluttede i stedet at trække sig 160 km længere mod øst til i nærheden af el-Alamein ved Middelhavets kyst. Kun 60 km syd herfor kom man til de dybe skrænter ned til Qattara-sænkningen, som udelukkede muligheden af at kampvogne kunne bevæge sig rundt om den sydlige flanke af hans forsvarsstilling og begrænsede frontens bredde.

### Slaget ved Mersa Matruh
Mens han forberedte stillingen ved el-Alamein, kæmpede Auchinleck en række forsinkende kampe først ved Mersa Matruh den 26. juni og så ved Fuka den 28. juni. Den sene ændring af ordrerne forårsagede nogen forvirring i de forreste enheder (X og XIII korps) mellem ønsket om at tilføje fjenden tab og hensigten om ikke at blive fanget i Matruh stillingen; men derimod trække sig tilbage i god orden. Resultatet blev dårlig koordination mellem de to forreste Korps og enhederne i dem. Inde i landet fandt den 2. newzealandske division sig omringet af den tyske 21. panserdivision ved Minqar Qaim. Den havde held til at bryde ud om natten den 27. juni og slutte sig til resten af XIII Korps ved Alamein stillingen uden alvorlige tab. Tilbagetrækningen af XIII Korps havde efterladt X Korps i en udsat stilling ved kysten omkring Matruh, og deres tilbagetogslinje var truet. De måtte også bryde ud, og det kostede dem alvorlige tab, herunder nedkæmpelsen af den indiske 29. infanteribrigade ved Fuka. Aksestyrkerne tog mere end 6.000 fanger foruden 40 kampvogne og en enorm mængde forsyninger.

### Forsvaret ved el-Alamein
El-Alamein selv var en ubetydelig jernbanestation ved kysten. 30 km mod syd lå Ruweisat højderyggen, en lav stenet bakkekam, som gav et godt udsyn over mange kilometer af den omliggende ørken. 30 km længere mod syd lå Qattara-sænkningen. Den linje briterne valgte at forsvare strakte sig mellem havet og Qattara sænkningen. Det betød, at Rommel ikke kunne omgå den, som han havde gjort det tidligere, med mindre han tog en enorm omvej og krydsede flyvesandet i Sahara. Inden krigen havde den britiske hær i Egypten været opmærksom på det, og 8. arme havde indledt bygning af adskillige "kasser", dvs. områder med udgravede stillinger og omgivet af minefelter og pigtråd. De bedst forberedte stillinger lå omkring jernbanestationen i el-Alamein, men i realiteten var det meste af "linjen" blot åben tom ørken.
Den britiske stilling i Egypten var kritisk. Flugten fra Mersa Matruh havde skabt panik i det britiske hovedkvarter i Cairo. På det, der senere blev kaldt "askeonsdag", brændte enheder i bagområdet og den britiske ambassade fortrolige papirer i forventning om at aksestyrker ville nå byen. Aksemagterne troede også at erobringen af Egypten var umiddelbart forestående, og Mussolini, der fornemmede at et historisk øjeblik var nært, fløj til Libyen for at forberede sit triumftog i Cairo.
Den 30. juni nærmede Rommels Afrikakorps sig stillingen ved el-Alamein. Aksestyrkerne var udmattede og undertallige, men Rommel var sikker på, at han kunne rykke frem til Nilen. Det var Rommels plan, at den 90. 'Afrika' division skulle afskærme den 1. sydafrikanske Division, som havde bemandet den nordligste del af linjen ved el-Alamein, mens 15. og 21. panserdivision stødte forbi Ruweisat bakken. Aksestyrkerne var imidlertid ikke klar over tilstedeværelsen af 18. indiske brigade, som havde indtaget en udsat position lige vest for Ruweisat højderyggen ved Deir el Shein sent den 28. juni, efter at være hastet dertil fra Irak.

## Slaget

### Panzer Arme Afrika angriber
Den 1. juli angreb den 90. lette tyske infanteridivision ved kysten, men den 1. sydafrikanske division i Alamein boksen afviste angrebet med støtte fra tungt artilleri. Omkring kl. 10 om formiddagen den 1. juli angreb 21. panserdivision Deir el Shein. 18. indiske brigade holdt ud hele dagen i desperate kampe, men da aftenen faldt på, var det lykkedes tyskerne at løbe dem over ende. De havde imidlertid skaffet tilstrækkelig tid til, at Auchinleck kunne organisere et forsvar af den vestlige side af Ruweisat højderyggen.
Den 2. juli beordrede Rommel offensiven genoptaget og forventede at Afrikakorpset skulle køre over Ruweisat-bakken og falde sydafrikanerne i flanken ved Alamein. På dette tidspunkt havde Afrikakorpset kun 37 kampvogne tilbage, mens det britiske forsvar af bakken byggede på en improviseret formation kaldet Robcol, som bestod af et regiment af feltartilleri og let antiluftskyts og et infanterikompagni. Robcol var i tråd med sædvanlig britisk praksis for ad-hoc formationer navngivet efter sin chef, brigadegeneral Robert Waller, artillerichefen for den 10. indiske division.  Robcol skaffede mere tid, og sidst på eftermiddagen sluttede to pansrede britiske brigader sig til. De slog gentagne akseangreb med kampvogne tilbage, og tyskerne trak sig tilbage før solnedgang. Briterne forstærkede Ruweisat om natten den 2. juli. Den nu forstærkede Robcol blev til Walgroup. Mens alt dette foregik udsatte RAF aksestyrkerne for kraftige luftangreb.
Den næste dag, 3. juli, genoptog Rommel angrebet på Ruweisat højderyggen. Denne gang var det XX italienske motoriserede korps, som førte an, en indikator på hvor udmattet og hvor lav styrke Afrikakorpset havde tilbage. I løbet af morgenen stoppede kombinationen af artilleribeskydning og stadige luftangreb aksestyrkernes angreb. Den 3. juli fløj RAF i alt 780 togter. Selv om det var lykkedes briterne at stoppe Afrikakorpset gjorde den italienske Ariete panserdivision indledningsvis gode fremskridt langs Ruweisat højderyggen, indtil de stødte på de mere talrige og bedre pansrede britiske kampvogne fra 4. panserbrigade.
For at lette presset på højre side og centrum af 8. arme rykkede XIII korps på venstre side frem fra Qattara boksen (som newzealænderne kaldte Kaponga boksen). Planen var at 2. Newzealandske division sammen med resterne af 5. indiske division og 7. motoriserede brigade skulle svinge nordpå og true aksestyrkernes flanke og bagland. Denne styrke stødte på Ariete panserdivisionens artilleri, som rykkede frem på divisionens sydlige flanke da den angreb Ruweisat. Den italienske hærchef beordrede sine bataljoner til hver især at kæmpe sig ud af omringningen, men Ariete mistede 531 mand, hvoraf omkring 350 blev taget til fange foruden 36 kanoner, 6 eller 8 kampvogne og 55 lastbiler. Ved dagens slutning havde Ariete Divisionen kun 5 kampvogne tilbage. Et heftigt kampvognsslag mellem Afrikakorpset og 22. og 4. panserbrigade spolerede Rommels forsøg på at genoptage angrebet. 
Den newzealandske gruppe genoptog fremrykningen den 5. juli; men kraftig ild fra Brescia divisionen ved El Mreir fik XIII Korps til at stoppe angrebet.

### Rommel graver sig ned
På dette tidspunkt besluttede Rommel at hans udmattede styrker ikke kunne komme længere uden hvile og omgruppering. Afrikakorpset havde blot 36 kampvogne, hans tre tyske divisioner havde kun 1.200 til 1.500 mand hver og hans mænd var udmattede og opererede for enden af deres lange forsyningslinjer. Den 4. juli beordrede Rommel aksestyrkerne til at gå i defensiven.
Rommel led på dette tidspunkt under den udstrakte længde af hans forsyningslinjer. De allieredes Desert Air Force koncentrerede sig kraftigt om hans spinkle og langstrakte forsyningslinjer, mens britiske mobile enheder, som rykkede vestpå og slog til sydfra skabte kaos i aksestyrkernes bagland. Rommel havde endnu sværere ved at tåle disse tab, da forsyningerne fra Italien var blevet kraftigt reduceret. I juni modtog han blot 5.000 tons forsyninger mod 34.000 tons i maj og 400 køretøjer sammenlignet med 2.000 i maj. I mellemtiden reorganiseredes og genopbyggedes den 8. arme, som kunne udnytte sine korte kommunikationslinjer. Den 4. juli var den 9. australske division nået frem til fronten i nord og den 9. juli vendte 5. indiske infanteribrigade tilbage og overtog stillingen ved Ruweisat. Samtidig forstærkede den nye indiske 161. infanteribrigade den udmarvede indiske 5. infanteridivision. 

### Tel el Eisa
Før daggry den 10. juli angreb den 26. australske brigade mod højderyggen nord for Tel el Eisa stationen ved kysten (Trig 33). Angrebet blev forberedt med den største artilleribeskydning, som man endnu havde oplevet i Nordafrika, og som spredte panik blandt de uerfarne soldater i den italienske "Sabratha" Division, som netop havde besat de sparsomme stillinger i området.  Det australske angreb tog mere end 1.500 fanger, slog en italiensk division på flugt, og overløb det tyske Radioaflytningskompagni 621. Elementer fra den lette tyske 164. division og den italienske “Trieste” og stoppede hullet i aksestyrkernes front.  Samme eftermiddag og aften angreb kampvogne fra 15. panserdivision og den italienske "Trieste" division de australske stillinger, men modangrebene mislykkedes overfor overvældende allieret artilleri og de australske panserværnskanoner.
Ved daggry den 11. juli angreb den 26. australske brigade den vestlige ende af Tel el Eisa højderyggen (Point 24). Der blev erobret et område, og det blev holdt under en række modangreb fra aksestyrkerne dagen igennem, og der blev taget over 1.000 italienere til fange. . Den 12. juli indledte den 21. panserdivision et modangreb mod Trig 33 og Point 24, som blev slået tilbage efter 2½ times kamp, med mere end 600 tyske døde og sårede efterladt strøet ud over området foran de australske stillinger.. Næste dag angreb 21. panserdivision mod Trig 33 og sydafrikanske stillinger i Alamein boksen. Angrebet blev standset med intens artilleribeskydning fra forsvarerne. Rommel var stadig fast besluttet på at drive briterne væk fra det nordlige frontfremspring. Selv om de australske forsvarere var blevet tvunget tilbage fra Point 24, havde den 21. panserdivision lidt svære tab.  Endnu et angreb blev iværksat den 15. juli, men kom ingen vegne mod kraftig modstand. Den 16. juli angreb australierne med støtte fra britiske kampvogne for at prøve at generobre Point 24, men blev tvunget tilbage af tyske modangreb og led tab på næsten 50%.
Efter 7 dages intense kampe døde kampen om Tel el Eisa fremspringet i nord ud. 9. australske division vurderede at mindst 2.000 aksetropper var blevet dræbt og over 3.700 taget til fange i slaget om Tel el Eisa. Det vigtigste element i slaget var imidlertid nok at australierne havde taget Radioaflytningskompagni 621 til fange. Denne enhed havde givet Rommel uvurderlig information, ved aflytning af britisk radiokommunikation. Denne informationskilde var nu lukket for Rommel.

### Ruweisat højderyggen
Mens aksestyrkerne gravede sig ned udviklede Auchinleck en plan om at angribe Ruweisat bakken. Den fik kodenavnet Operation Bacon. Det var tanken af den 4. og den 5. newzealandske brigade skulle tage højderyggen ved et natligt angreb, hvorefter 2. og 22. pansrede brigade skulle rykke frem og beskytte infanteriet mens de konsoliderede deres stilling på højderyggen. Angrebet blev indledt kl. 23 den 14. juli. De to newzealandske brigader erobrede bakken i det natlige angreb, men minefelter og modstandslommer skabte uorden blandt angriberne. Som følge heraf var de newzealandske brigader i udsatte stillinger på bakken uden tilstrækkelige støttevåben. Af større vigtighed var det, at kommunikationen med de to britiske pansrede brigader svigtede, og de britiske kampvogne rykkede ikke frem for at beskytte infanteriet. Den 15. panserdivision indledte straks et modangreb, som drev newzealænderne tilbage fra højderyggen med store tab. De allierede tog mere end 2.000 fanger, fortrinsvis fra "Brescia" og "Pavia" divisionerne. Den newzealandske division havde et tabstal på 1.405.
Mens den 2. New Zealand division angreb de vestlige skråninger af Reweisat højderyggen gjorde den 5. indiske brigade små fremskridt på Ruweisat højderyggen mod øst. Fordrivelsen af newzealænderne efterlod dem i en yderst udsat stilling. I modsætning til newzealænderne havde inderne imidlertid haft tid til at nedgrave deres panserværnskanoner og forberede sig på et tysk angreb. Den 15. og den 21. pansrede division angreb den indiske brigade kl. 16.05 den 16. juli. Inderne afviste angrebet med støtte fra 2. pansrede brigade. Efter slaget talte inderne 24 ødelagte kampvogne, foruden pansrede biler og adskillige panserværnskanoner, som var efterladt på slagmarken.

### Ruin Ridge
For at mindske presset på Ruweisat højderyggen beordrede Auchinleck den 9. australske division til at foretage endnu et angreb nordfra. I de tidlige timer af den 17. juli angreb den 24. stralske brigade Miteriya højderyggen (kendt som ‘Ruin ridge’ blandt australierne). Det indledende natangreb gik godt, med 736 fanger taget, mest fra “Trento” og “Trieste” divisionerne. Igen blev en kritisk situation for aksestyrkerne klaret af energiske modangreb fra hastigt samlede tyske styrker, som tvang australierne til at trække sig tilbage til deres udgangspunkt, med et tab på 300. Selv om den officielle australske historie om 24. brigades 2/32 bataljon beskriver styrker der gennemførte modangrebet som "tysk",anfører den australske historiker Mark Johnston at tyske optegnelser angiver at det var Trento divisionen som slog den australske bataljon tilbage. Barton Maughan, Australien officielle historiker har skrevet at "to fremskudt placerede delinger af 2/32. venstre kompagni blev løbet over ende og 22 mand taget til fange" men undlader at kaste mere lys på dette angreb.

### El Mreir
8. arme havde nu en massiv overlegenhed i materiel i forhold til aksestyrkerne – 8. arme havde over 300 kampvogne, mens Rommel kun havde 38 tyske og 51 italienske. Det var Auchinlecks plan at ade den 161. indiske brigade angribe langs Ruweisat højdedraget, mens den 6. new zealanske brigade angreb syd for højdedraget mod El Mreir sænkningen. Ved dagslys skulle to britiske pansrede brigader – 2. og den nye 23. pansrede brigade – strømme gennem det hul, som infanteriet havde skabt. Planen var indviklet og ambitiøs. Infanteriets natlige angreb begyndte kl. 16.30 den 21. juli. Angrebet fra 161. indiske brigade løb ind i kraftig defensiv beskydning og gik i stå.
Det newzealandske angreb nåede sine mål i El Mreir sænkningen, men ved daggry den 22. juli kom de britiske pansrede brigader igen ikke fremad. I stedet svarede de tyske panserdivisioner igen med et raskt modangreb, som hurtigt overløb det newzealandske infanteri i åbent terræn, og forårsagede et tab på over 900 blandt newzealænderne.  Katastrofen blev større ved at kl. 8 beordrede chefen for 23. pansrede brigade sine styrker fremad, i den hensigt at følge sine ordrer til bogstavet. Brigaden angreb panserværnskanonerne fra 21. panserdivision og blev derefter udsat for et angreb fra tysk kampvogne. Den 23. pansrede brigade blev udslettet, med tab af 80 kampvogne. 
Mod nord fortsatte 9. australske division sine angreb. Ved daggry den 22. juli angreb den 26. australske brigade Tel el Eisa. Det var under denne kamp at Arthur Stanley Gurney udførte de handlinger, som gjorde, at han posthumt fik tildelt Victoria-korset. Kampen om Tel el Eisa kostede dyrt, men om eftermiddagen havde australierne kontrollen over stedet.  Samme aften angreb 24. australske brigade Ruin Ridge, efter et kampvognsangreb, som ikke var koordineret med det australske infanteri. Resultatet var at aksestyrkerne ødelagde 23 britiske kampvogne, da deres angreb ikke havde infanteristøtte.
Endnu engang var det mislykkedes for 8. arme at ødelægge Rommels styrker, trods dens overvældende overlegenhed i mænd og udstyr. På den anden side forblev situationen alvorlig for Rommel, som trods vellykkede defensive operationer havde lidt store tab blandt infanteriet og rapporterede at "situationen er yderst kritisk".

### 8. armes sidste angreb mislykkes
Den 26. – 27. juli startede Auchinleck operation Manhood i den nordlige sektor i et sidste forsøg på at knække aksestyrkerne. Det var det tredje forsøg mod Ruin Ridge, og aksestyrkerne ventede angrebet. Ligesom Auchinlecks tidligere angreb var det dårligt planlagt. Det lykkedes for 24. australske brigade at nå deres mål på Ruin Ridge kl. 2 om morgenen den 27. juli. Syd for Ruin Ridge fulgte den 69. britiske brigade trop og fik nået deres mål omkring kl. 8, men støtteenhederne for vild i mørket eller blev forsinket af minefelter, hvilket efterlod angriberne isolerede og udsatte. De britiske pansrede brigader rykkede ikke frem som planlagt. Rommel iværksatte straks et modangreb, og de tyske pansrede kampgrupper overløb angribere inden middag.  Briterne og australierne led tab på over 1.000 mand, uden at opnå noget. 
8. arme var udmattet, og den 31. juli beordrede Auchinleck en afslutning på de offensive operationer og en forstærkning af forsvaret så man kunne møde en stor modoffensiv.

Rommel forklarede senere det manglende gennembrud til Nilen med at hans forsyninger tørrede ud og at: 
| Citat | Derpå svighede modstandskraften i mange italienske enheder. I kammeratskabets navn, og som deres øverstkommanderende, må jeg sige helt utvetydigt, at de nederlag, som de italienske enheder led ved Alamein i starten af juli ikke skyldtes de italienske soldater. Italienerne var villige, uselviske og gode, og i betragtning af de forhold de gjorde tjeneste under, gjorde de altid mere end gennemsnittet. Der er ingen tvivl om at hver italiensk enheds præstationer, især de motoriserede enheder, langt overgik noget den italienske hær havde opnået i de sidste 100 år. Mange italienske generaler og officerer vandt vor beundring både som mænd og som officerer. Grunden til det italienske nederlag havde sine rødder i hele det italienske militærs tilstand og system, deres dårlige våben og i den generalle mangel på interesse i krigen blandt mange italienere, både officerer og statsmænd. Disse italienske mangler forhindrede ofte gennemførelsen af mine planer. | Citat |
|       | |       |

## Efterspil
Slaget var endt i dødvande, men det havde stoppet Aksestyrkernes fremrykning mod Alexandria (og derpå Cairo og Suez kanalen). Den 8. arme havde lidt tab på over 13.000 mand i juli, (heraf 4.000 i den newzealandske division, 3.000 i den indiske 5. infanteridivision og 2.552 i den 9. australske;) men havde taget 7.000 fanger og tilføjet aksestyrkerne store skader på mænd og kampvogne.
I begyndelsen af august besøgte Winston Churchill og general Alan Brooke, den øverstkommanderende for imperiestaben, Cairo på vej til at mødes med Josef Stalin i Moskva. De besluttede at udskifte Auchinleck og udpegede XIII Korps' leder generalløjtnant William Gott til at lede 8. armé og general Sir Harold Alexander til øverstkommanderende i Mellemøsten. Persien og Irak blev udskilt fra det mellemøstlige kommandoområde i en særskilt kommando, som Auchinleck blev tilbudt at være øverstkommanderende for (hvilket han afslog) Gott blev imidlertid dræbt da han var på vej til at overtage sin nye post, da en Messerschmitt opdagede hans transportfly, og beskydningen fra den ramte ham i hjertet. Generalløjtnant Bernard Montgomery blev udpeget i hans sted.
Et andet forsøg fra Rommel på at omgå eller gennembryde den britiske stilling blev slået tilbage i Slaget ved Alam Halfa i august, og i oktober besejrede 8. arme aksestyrkerne afgørende i det Andet slag om el-Alamein.

## Fodnoter
1. 1 2 3  Mackenzie (1951), p. 589
2. ↑  Watson (2007), p. 6
3. ↑  "Scoullar (1955), Chapters 10, 11 and 12". Arkiveret fra originalen 2. december 2008. Hentet 20. november 2008.
4. ↑  Panzer Army Africa Battle Report dated 29 June 1942 K.T.B. 812 page 1 Arkiveret 30. oktober 2008 hos  Wayback Machine and page 2 Arkiveret 29. oktober 2008 hos  Wayback Machine
5. ↑  Latimer (2002), p. 58
6. ↑  Playfair (1960), p. 332
7. ↑  Barr (2005), p. 69
8. ↑   Mackenzie (1951), p.580
9. ↑  Barr (2005), p. 81
10. ↑  Mackenzie (1951), pp.581–582
11. 1 2 3  Mackenzie (1951), p. 582
12. ↑  Barr (2005), p. 88
13. 1 2  Mitcham (2007), p. 113
14. ↑  Walker.I, (2003), p.141
15. ↑  Barr (2005), p. 92
16. ↑  Clifford (1943), p.285
17. ↑  "Scoullar (1955), p. 79". Arkiveret fra originalen 16. oktober 2008. Hentet 20. november 2008.
18. ↑  Mackenzie (1951), p. 583
19. ↑  Johnston and Stanley (2002), p.58
20. ↑  Caccio-Dominioni (1966), pp. 70-71
21. ↑  Bates (1992), pp.139-141
22. ↑  Scoullar (1955), p. 205 Arkiveret 16. oktober 2008 hos  Wayback Machine
23. 1 2 3  Playfair (1960), p. 346
24. ↑  Stewart (2002), p. 125
25. ↑  Johnston and Stanley (2002), p. 65
26. ↑  Scoullar (1955), p. 220 Arkiveret 2. december 2008 hos  Wayback Machine
27. ↑  Bates (1992), pp. 141-142
28. ↑  Caccio-Dominioni (1966), p. 74.
29. ↑  Johnston and Stanley (2002), p. 67
30. ↑  Johnston and Stanley (2002), p. 68
31. ↑  Bates (1992), p. 143
32. 1 2  Barr (2005), p. 114
33. ↑  Johnston and Stanley (2002), p. 70
34. ↑  Johnston and Stanley (2002), p. 72
35. ↑  Johnston and Stanley (2002), pp. 73-76
36. ↑  Bates (1992), p. 145
37. ↑  Maughan.B, Tobruk and El Alamein, Australian Official War History, Vol.III, (1966)
pp.565-566, http://www.awm.gov.au/cms_images/histories/19/chapters/12.pdf Arkiveret 8. december 2015 hos  Wayback Machine.
38. ↑  Johnston and Stanley (2002), pp. 78-80
39. 1 2  Johnston (2003), p. 86
40. ↑  Johnston and Stanley (2002), p. 81
41. ↑   Johnston and Stanley (2002), p. 66
42. ↑  Barr (2005), pp. 112-114
43. ↑  Barr (2005), pp. 118-142
44. ↑  Scoullar (1955), pp. 232-298
45. ↑  Bharucha and Prasad (1956), p. 422
46. ↑  Barr (2005), pp. 143-146
47. ↑  Johnston and Stanley (2002), pp. 83-85
48. ↑  Maughan (1966), pp. 572-574 Arkiveret 8. december 2015 hos  Wayback Machine
49. ↑  Stewart (2002), p. 130
50. ↑  Playfair (1960), p. 351.
51. ↑  "Australians at War: 2/32 Battalion". Australian War Memorial website. Australian War Memorial. Arkiveret fra originalen 7. april 2012. Hentet 2007-12-27.
52. ↑  "Johnston (2000), p. 13". Arkiveret fra originalen 15. juni 2013. Hentet 20. november 2008.
53. ↑  "Maughan (1966), p. 575" (PDF). Arkiveret (PDF) fra originalen 27. februar 2008. Hentet 20. november 2008.
54. ↑  Maughan (1966), p. 577 Arkiveret 8. december 2015 hos  Wayback Machine
55. ↑  Scoullar (1955), p.328 Arkiveret 16. oktober 2008 hos  Wayback Machine ogp.337 Arkiveret 16. oktober 2008 hos  Wayback Machine
56. ↑  Scoullar (1955), pp. 319-337 Arkiveret 16. oktober 2008 hos  Wayback Machine
57. ↑  Bharucha and Prasad (1956), pp. 423-424.
58. ↑  Scoullar (1955), pp. 338-351 Arkiveret 22. oktober 2008 hos  Wayback Machine
59. ↑  Scoullar (1955), pp. 352-363 Arkiveret 25. juli 2008 hos  Wayback Machine
60. ↑  Scoullar (1955), pp. 359-360 Arkiveret 25. juli 2008 hos  Wayback Machine
61. ↑  Johnston and Stanley (2002), pp. 88-93 and p. 97
62. 1 2  Playfair (1960), p. 357
63. ↑  Bates (1992), pp. 208-211.
64. ↑  Johnston and Stanley(2002), pp. 93-96
65. ↑  Bates (1992), pp. 212-214.
66. ↑  Panzer Army Africa Battle Report dated 22 July 1942 K.T.B. 1220
67. ↑  Barr.N, p.176; Bates.P, p.216.
68. ↑  Bates.P, p.217.
69. ↑  Johnston.M and Stanley.P, pp.102-106; Bates.P, p.219.
70. ↑  Barr.N, pp.178-179 and 181-182
71. ↑  Barr.N, pp.179-181; Johnston.M and Stanley.P, pp.107-112; Bates.P, pp.224-225.
72. ↑  Playfair,I.S.O, p.358.
73. ↑  Liddell Hart (ed), 'The Rommel Papers' (London 1953), pp.261-262.
74. ↑  Alanbrooke (2002), p.294
75. ↑  Clifford (1943), p.296

## Eksterne links
- EL ALAMEIN
- 1st Alamein  Arkiveret 3. maj 2020 hos  Wayback Machine et gratisk undervisningsspil om slaget, til udskrivning samling og spil
- Alam Halfa and Alamein Arkiveret 16. december 2008 hos  Wayback Machine New Zealand Electronic Text Centre
- Royal Engineers Museum Arkiveret 3. maj 2009 hos  Wayback Machine Royal Engineers og 2. verdenskrig. (Opsporing og strygning af miner ved el-Alamein)